# Opdrachtprompt

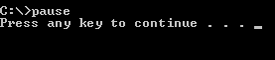
De opdrachtprompt

De opdrachtprompt is de command-line-interface van Microsoft Windows. De opdrachtprompt maakt het mogelijk om het besturingssysteem aan te spreken met tekst. Opdrachtprompts worden of werden ook gebruikt in andere besturingssystemen dan Windows, zoals OS/2 en DOS.

## Opdrachten
Voorbeelden van opdrachten die via de opdrachtprompt gegeven kunnen worden zijn ping, dat laat zien of een hostname/IP-adres bereikbaar is, en dir, waarmee de inhoud van een directory bekeken kan worden.
Men kan ook help intikken om een lijst met opdrachten te verkrijgen. Het is ook mogelijk om meer informatie aan te vragen door help opdrachtnaam in te voeren. Commando's kunnen ook na elkaar worden uitgevoerd als een script in een .bat-bestand. Twee goede alternatieven op deze aloude opdrachtprompt zijn Windows Script Host en PowerShell.
Een voorbeeld dat continu random getallen laat zien:
```
@echo off
:loop
echo %random%
goto loop

```